# Doenças do pericárdio
As doenças do pericárdio afetam a esta bolsa serosa que envolve o coração.

## Pericárdio e sua função
O pericárdio é uma bolsa em cujo interior existe uma pequena quantidade de um líquido lubrificante. Uma das paredes desta membrana está aderida ao miocárdio, a porção muscular do coração. A outra parede esta aderida às demais estruturas do tórax.
Seria como se o coração fosse uma maçã e o pericárdio uma bexiga de ar. Dentro da bexiga se coloca uma pequena quantidade de óleo. A maçã é colada a um dos lados da bexiga. A maçã é comprimida contra a bexiga. O ar é retirado da bexiga, sobrando apenas a pequena quantidade de óleo. O conjunto final será: a camada mais externa da bexiga, a fina camada de óleo, a camada mais interna da bexiga, colada à maçã, e a maçã. Se a maçã se mover, as duas camadas da bexiga deslizarão sobre elas mesmas.
O equivalente a camada aderida ao coração é chamada de pericárdio visceral. O equivalente À camada externa, que é fixa as demais estruturas do tórax é chamada de pericárdio parietal. A camada de oleo é chamada de líquido pericárdico.
O pericárdio permite que o batimento cardíaco se faça com um mínimo de atrito e conseqüente mínima perda de energia.

## Doenças
São possíveis doenças do pericárdio:
Pericardite aguda - Um processo de inflamação nestas membranas. Pode ser causadas por uma infecção, por uma agressão química, por processo autoimune, entre outras causas.
Pericardite constritiva - Um processo crônico em que o pericárdio perde sua mobilidade, dificultando os batimento cardíacos.
Derrame pericárdico -  A situação de aumento da quantidade de líquido pericárdico, comprimindo o coração e dificultando seus batimentos. Quando a quantidade de líquido é grande, ocorre importante perda de capacidade do coração, numa situação chamada de Tamponamento cardíaco.
Tumores do pericárdio -  É quando uma neoplasia se localiza no pericárdio, seja ela benigna ou maligna, seja ela originária do próprio local, seja metástase de locais remotos.
Trauma do pericárdio - É quando uma agressão externa, como uma arma branca ou um acidente automobilístico traumatiza o pericárdio.

## Sintomas
Como em muitas outras doenças, a presença de sintomas não é constante e uniforme. Pode não ser percebido, por não provocar nenhum sintoma. O sintoma mais comum e a dor torácica. Os demais sintomas dependem do prejuízo causado ao funcionamento do coração, podendo ocorrer por exemplo falta de ar e edema (inchaço) corporal.

## Tratamento
O tratamento será o das situações que provocaram a doença.  Podem ser usados analgésicos e antiinflamatórios para as dores. Pode ser necessário a retirada do líquido excessivo, por punção pericárdica ou por cirurgia.  Pode inclusive ser necessário a retirada cirúrgica do pericárdio (pericardiectomia).